# Las Playas
Las Playas é uma comuna da província de Córdoba, na Argentina.